# Gurvanbulag, Bulgan
Gurvanbulag (tiếng Mông Cổ:  Гурванбулаг) là một sum của tỉnh Bulgan ở miền bắc Mông Cổ. Vào năm 2009, dân số của sum là 3.119 người.

## Địa lý
Sum có diện tích khoảng 2.700 km2. Trung tâm sum, Avzaga, nằm cách tỉnh lỵ Bulgan 140 km và thủ đô Ulaanbaatar 270 km.

### Khí hậu
Nhiệt độ trung bình hàng năm ở khu vực này là 5 °C. Tháng ấm nhất là tháng 7, khi nhiệt độ trung bình là 26 °C và lạnh nhất là tháng 1, với -20 °C. Lượng mưa trung bình hàng năm là 351 mm. Tháng nhiều mưa nhất là tháng 7, với lượng mưa trung bình 95 mm và khô nhất là tháng 2, với lượng mưa 2 mm.

## Kinh tế
Sum có một trường học, bệnh viện, trung tâm thương mại và nhà văn hóa.